# Икола, Хейкки
Хейкки Икола (фин. Heikki Ikola; род. 9 сентября 1947, Юрва, Вааса) — финский биатлонист. Трёхкратный серебряный призёр зимних Олимпийских игр, четырёхкратный чемпион мира (трижды - в индивидуальной гонке, однажды - в эстафете), трёхкратный серебряный призёр чемпионатов мира в эстафетах. Дважды признавался спортсменом года в Финляндии (1975, 1981). Один из четырёх биатлонистов, трижды побеждавших в индивидуальной гонке на чемпионатах мира (наряде в Владимиром Меланьиным, Александром Тихоновым и Мартеном Фуркадом).
В 1981 году закончил карьеру.
В настоящее время работает комментатором на финском телеканале Yle.